# Níðuðr

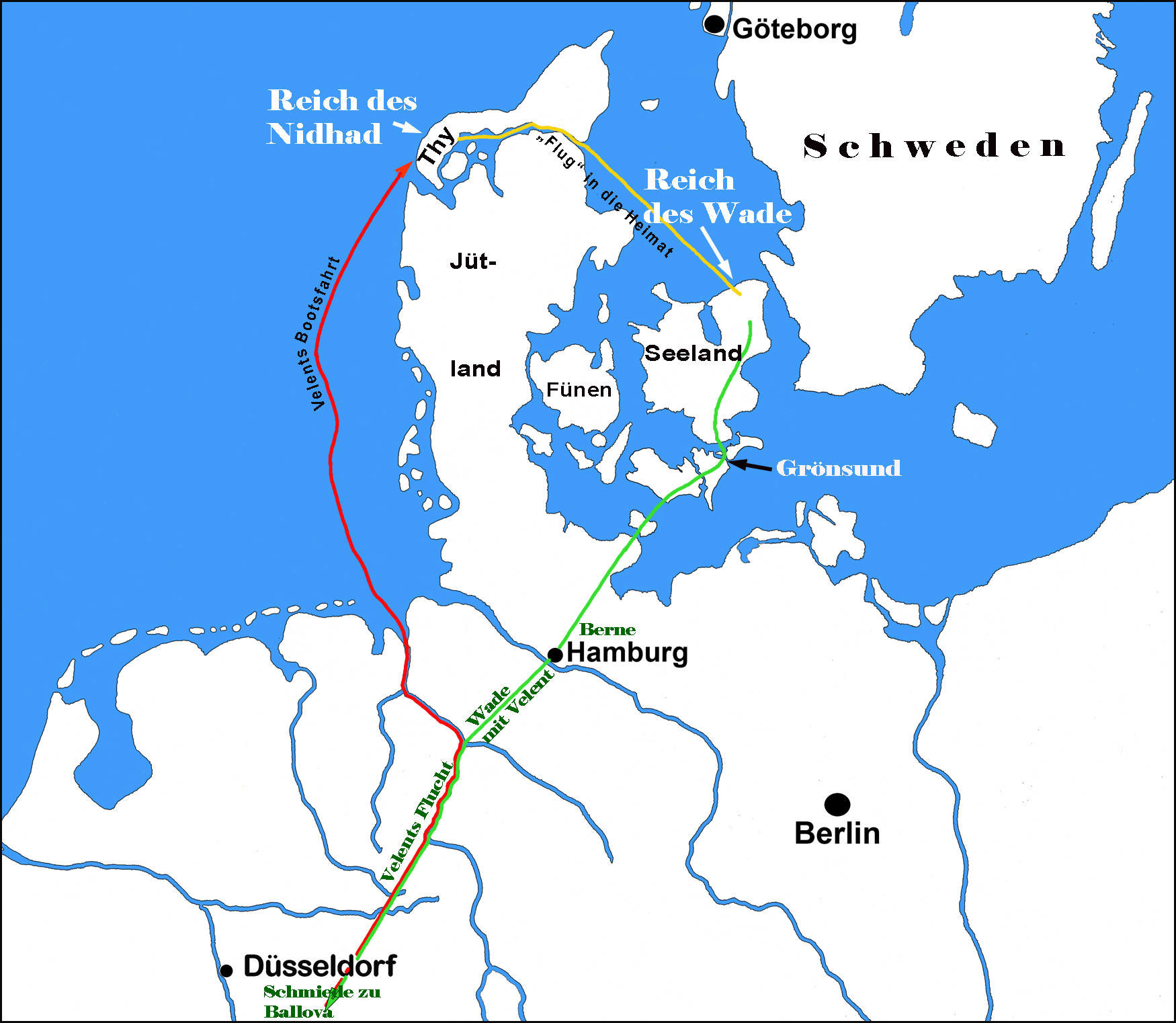
Lugar de origen de los Vikingos de la era de Niohad.

Níðuðr, Niðhad o Niðung fue un infame y cruel rey vikingo en la mitología nórdica y tradición germánica en la era de Vendel (siglo V). Aparece como personaje protohistórico en fuentes escritas medievales como Völundarkviða, Þiðrekssaga y el lamento de Deor relacionadas con la leyenda de Agilaz y Völundr.

## Völundarkviða
En Völundarkviða Níðuðr aparece como rey de Närke, Suecia; captura a Völundr y le corta los tendones para que no pueda escapar y obligarle a forjar todo lo que le pida el rey. El anillo de la esposa de Völundr acaba en manos de la hija del rey, Bodvild, y Níðuðr se apropia de la espada del mismo Völund.
Como venganza, Völundr mata a los hijos del rey cuando le visitan en secreto, fabricando copas con sus cráneos, joyas con sus ojos y un broche con sus dientes. Völundr envía las copas al rey, las joyas a la reina y el broche a la princesa. Cuando Bodvild le lleva el anillo para ajustarlo, la seduce y deja embarazada, entonces fabrica unas alas y se escapa.

## Þiðrekssaga
En Þiðrekssaga, prácticamente sigue el mismo argumento de mutilación y prisión de Völundr, pero Niðung es aquí rey de Jutlandia, Dinamarca.